# Тагарска култура
Тагарската култура е археологическа култура от късната бронзова и желязната епоха.
Разпространена е по горното течение на река Енисей, датирана към 9-3 век пр.н.е.. В тази област тя измества карасукската култура, а на свой ред е заменена от таштъкската култура.
Тагарската култура има много сходства с културата на скитите от тази епоха. За нея за характерни необичайно големите курганни погребения, заобиколени с каменни плочи и стълбове. В антропологично отношение ранните погребения са европеидни, но постепенно започват да преобладават монголоидните черепи.